# Hohenhausen
Hohenhausen is een plaats in de Duitse gemeente Kalletal, deelstaat Noordrijn-Westfalen, en telt circa 3.500 inwoners.

Ligging van Hohenhausen in de gemeente Kalletal

Het is het grootste en meest centraal gelegen plaatsje van de gemeente, en is dan ook zetel van het gemeentebestuur en van de meeste scholen in de gemeente. Onder Hohenhausen ressorteert ook het dorpje Dalbke.
De Bundesstraße 238 is de belangrijkste verkeersader van het dorp.
Te Lemgo, Vlotho en Rinteln bevinden zich de naastbij gelegen spoorwegstations. Deze stadjes kan men vanuit Hohenhausen per bus bereiken, maar de frequentie van deze bussen is vooral 's avonds en in de weekends laag. Een buurtbus (Bürgerbus), die sedert 2011 enkele malen per werkdag onder de naam „Jacobi-Linie“ rijdt, verbindt Hohenhausen met de circa 15 andere dorpen in de gemeente Kalletal. De buurtbus is genoemd naar Stephan Ludwig Jacobi (1711–1784), die als uitvinder van een vorm van kunstmatige inseminatie bij kweekvis wordt beschouwd en die uit het dorp afkomstig was.
De oudste schriftelijke vermelding van het dorp dateert van rond het jaar 1018 (als Hodanhusun). Zoals in de gehele gemeente, is de economische situatie verslechterd door de terugloop van het toerisme. Er is alleen nog lokaal midden- en kleinbedrijf in het dorp overgebleven. Een en ander leidde ook tot een afname van het aantal inwoners van ruim 4.000 rond 1990 tot iets meer dan 3.500 rond 2018.
In en om het dorp staan talrijke schilderachtige huizen en boerderijen, alsmede enige oude molens.

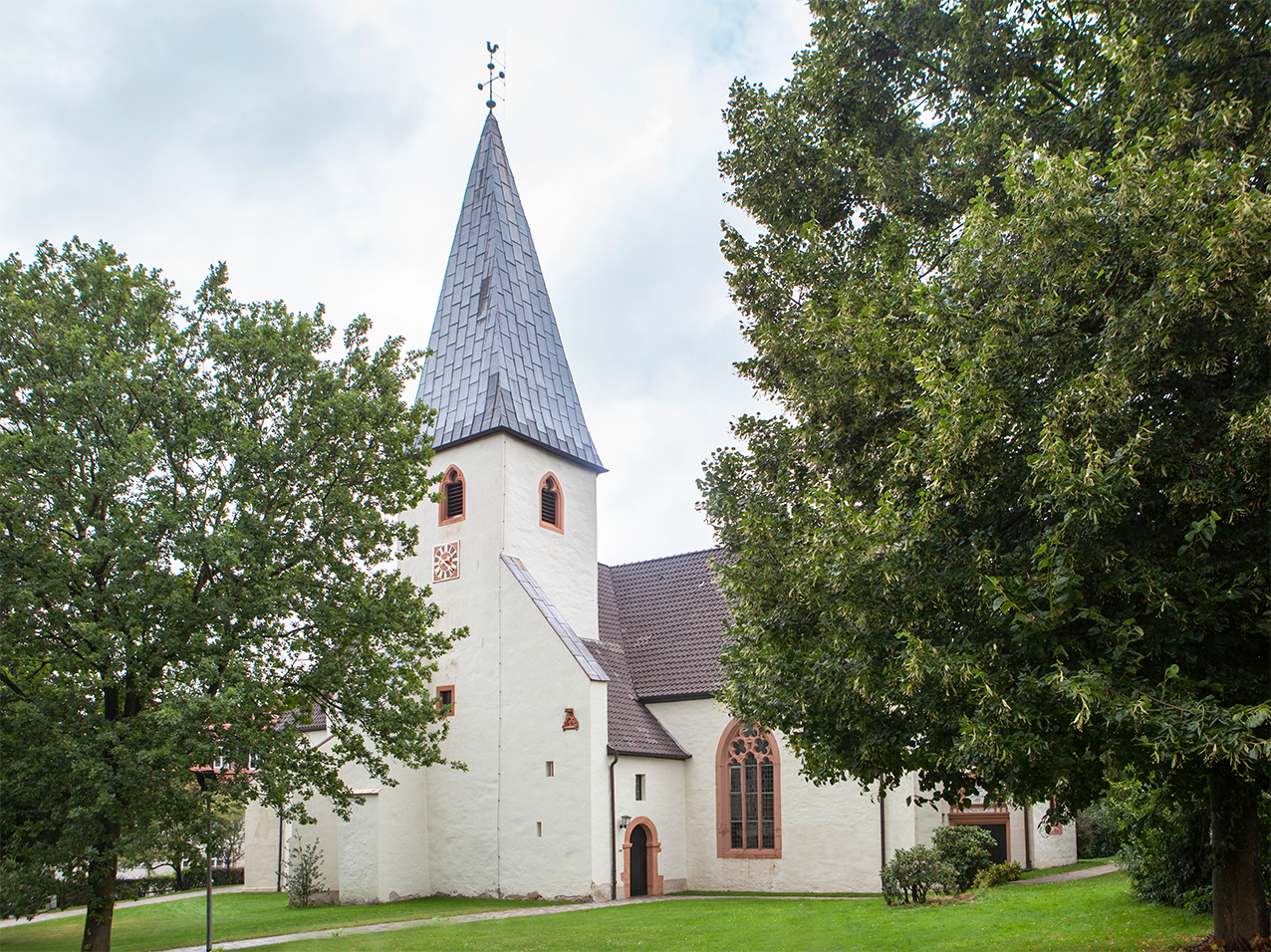
Evangelisch-gereformeerde kerk (12e-eeuws)
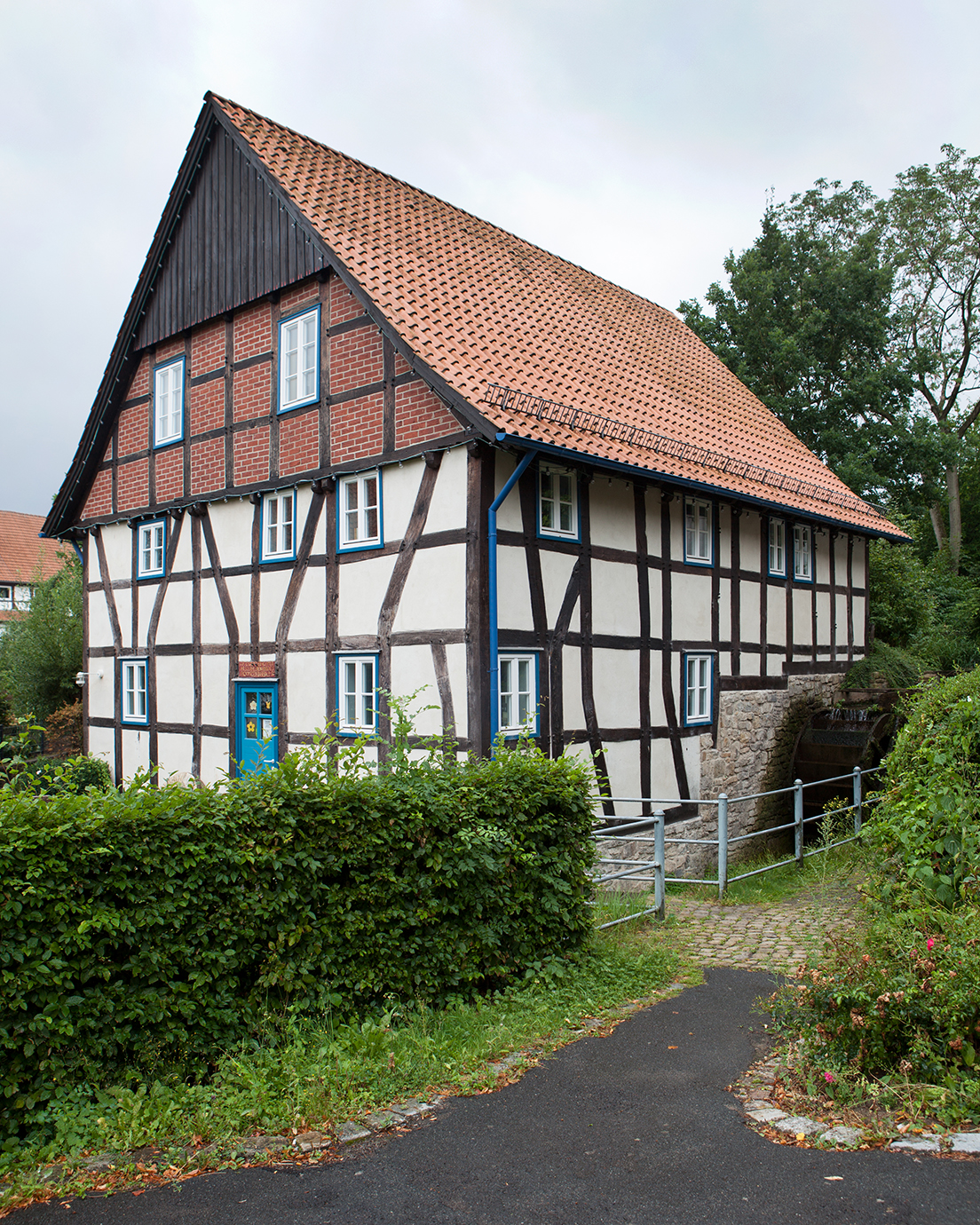
Corves Molen
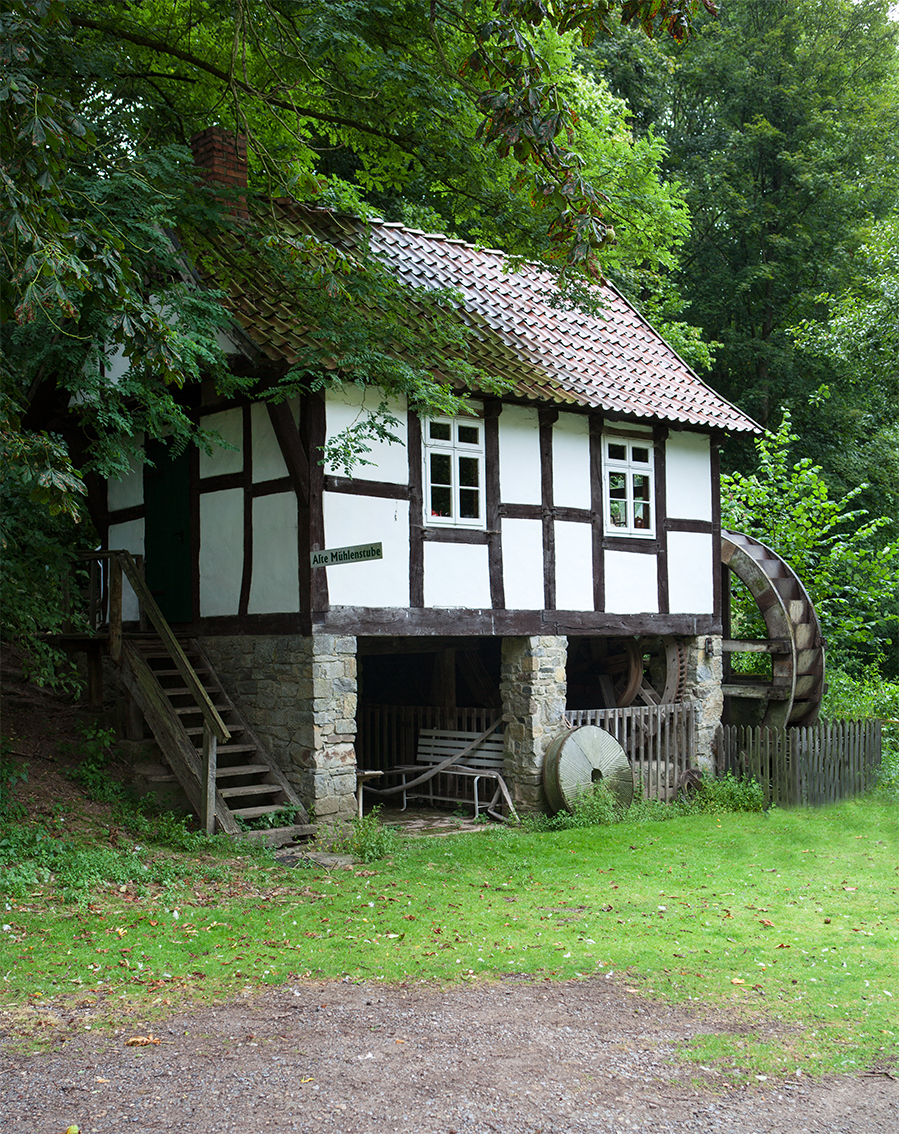
Watermolen in Hohenhausen-Dalbke
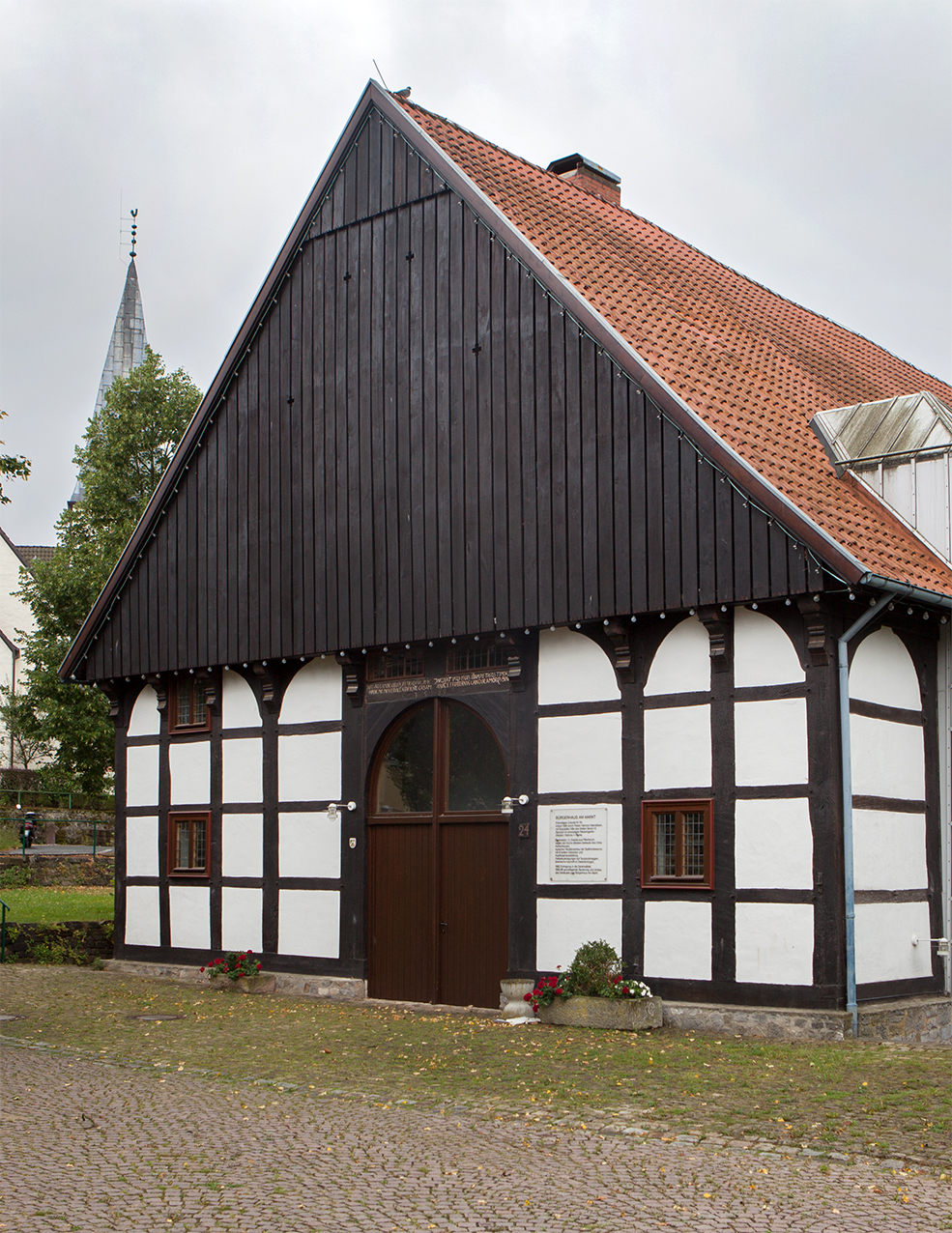
Timmering-huis